# Velika Obarska
Velika Obarska (serbisch-kyrillisch Велика Обарска) ist ein zur Gemeinde Bijeljina gehörendes Dorf und liegt nordwestlich der Stadt Bijeljina in der Republika Srpska in Bosnien und Herzegowina. Im Jahr 1991 hatte das Dorf rund 3.500 Einwohner.

## Sport
Velika Obarska hat einen bekannten Fußballverein, den FK Mladost Velika Obarska, der von 2013 bis 2015 in der höchsten bosnischen Liga spielte. Ein bekannter Fußballspieler aus Velika Obarska ist Branimir Bajić.